# Repetitio est mater studiorum
Repetitio est mater studiorum  лат.(изговор: репетицио ест матер студиорум.) Понављање је мајка учења.

## Значење
Латинска изрека: Понављање је мајка учења, (лат. Repetitio est mater studiorum) каже да се без сталног понављања наученог, не може учити. Када би било другачије, односно када се не би понављало учено, тада би новонаучено заборављало раније научено.